# Петар Попович
Петар Попович (серб. Петар Поповић; нар. 4 лютого 1959, Орловат) – сербський шахіст, гросмейстер від 1981 року.

## Шахова кар'єра
У 1980-х і до середини 1990-х років належав до когорти провідних югославських шахістів: чотири рази (1986, 1988, 1990, 1994) представляв збірну своєї країни на шахових олімпіадах, один раз, в 1989 році, на командному чемпіонаті світу (вигравши дві медалі: срібну в командному заліку і бронзову в особистому заліку на 3-й шахівниці), а також 1992 року на командній першості Європи. 1995 року виграв у Новому Саді титул чемпіона Югославії, а 1991 року в дограванні за золоту медаль поступився Бранко Дамляновичу. Двічі брав участь у міжзональних турнірах (відбіркового циклу чемпіонату світу), найкращий результат показавши 1987 року в Суботиці, де посів 10-те місце.
Перших значних результатів досягнув у середині 1970-х років. На перетині 1975 і 1976 років посів 7-ме місце на чемпіонаті Європи серед юніорів у Гронінгені, а в 1977 році поділив 3-тє місце на чемпіонаті світу серед юніорів до 20 років в Інсбруку. У наступних роках досягнув низки успіхів, зокрема, в таких містах, як: Новий Сад (1981, поділив 1-ше місце), Вроцлав (1981, поділив 2-ге місце), Поляниця-Здруй (1982, меморіал Акіби Рубінштейна, поділив 1-місце разом з Лотарем Фогтом), Новий Сад (1982, поділив 2-ге місце з Мігелем Кінтеросом, позаду Джона Ван дер Віла), Наленчув (1984, поділив 2-ге місце з Андрієм Соколовим і Артуром Сигульським, позаду Віктора Гаврикова), Новий Сад (1984, поділив 2-ге місце з Андрієм Соколовим, позаду Предрага Ніколича), Бор (1985, поділив 1-ше місце разом з В'ячеславом Ейнгорном), Канни (1986, поділив 2-ге місце разом із, зокрема, Віктором Корчним і Андрашом Адор'яном), Новий Травник (1987, зональний турнір, поділив 1-ше місце разом з Драганом Барловим), Зениця (1989, посів 1-ше місце), Старий Смоковець (1991, поділив 2-ге місце позаду Івана Соколова, разом з Чабою Хорватом), Відень (1996, меморіал Карла Шлехтера поділив 2-ге місце позаду Ілії Балінова, разом з Павелом Блатним і Аттілою Гроспетером), також Бар (1997, поділив 2-ге місце разом з Андрієм Соколовим, позаду Ульфа Андерссона).
Найвищий рейтинг Ело у своїй кар'єрі мав станом на 1 липня 1996 року, досягнувши 2575 очок ділив тоді 103-тє місце в світовому рейтинг-листі ФІДЕ, одночасно займаючи 2-ге місце (позаду Любомира Любоєвича) серед югославських шахістів..

## Зміни рейтингу
| На цьому місці має відображатися графік чи діаграма, однак з технічних причин його відображення наразі вимкнено. Будь ласка, не видаляйте код, який викликає це повідомлення. Розробники вже працюють для того, щоби відновити штатне функціонування цього графіка або діаграми. | |
| | На цьому місці має відображатися графік чи діаграма, однак з технічних причин його відображення наразі вимкнено. Будь ласка, не видаляйте код, який викликає це повідомлення. Розробники вже працюють для того, щоби відновити штатне функціонування цього графіка або діаграми. |